# Blackstone
Blackstone, «Блэкстоун» — американская инвестиционная компания, основанная в 1985 году бывшими топ-менеджерами Lehman Brothers Питером Петерсоном и Стивеном Шварцманом. Первоначально оказывала консалтинговые услуги в области сделок слияний и поглощений, однако со временем превратилась в одну из крупнейших частных инвесткомпаний в США. Является крупнейшей компанией в сфере альтернативных инвестиций, в частности имеет крупнейшее в мире портфолио недвижимости и является крупнейшим провайдером ЦОД в мире.
Базируется в Нью-Йоркe, офисы группы также расположены в Лондоне, Париже, Дюссельдорфе, Сиднее, Токио, Гонконге, Пекине, Шанхае, Мадриде, Мумбаи и Дубае.
Размер активов под управлением — $974,7 млрд по состоянию на конец 2022 года.

## История
The Blackstone Group была основана в 1985 году Питером Петерсоном и Стивеном Шварцманом; название Blackstone («чёрный камень») было образовано от фамилий основателей — Schwarz по-немецки «чёрный», а Петерсон образована от греческого πέτρος, «камень». Не имея достаточных средств для крупных инвестиций, партнёры начали свой бизнес с консультаций по вопросам слияний и поглощений. Самым большим проектом в этой сфере стала продажа корпорацией CBS своего подразделения звукозаписи CBS Records японской Sony в 1988 году.
Первый инвестиционный фонд компании Blackstone Capital Partners I, L.P. был основан в 1987 году, его основными вкладчиками стали Prudential Financial и General Motors; капитал фонда составил 800 млн долларов, он использовался для операций финансируемого выкупа. В 1988 году один из менеджеров компании, Ларри Финк, основал дочернюю инвестиционную компанию BlackRock, в 1994 году она стала независимой от Blackstone.
К 2006 году масштабы операций по финансируемому выкупу компаний значительно выросли. В сентябре 2006 года Blackstone Group совместно с Texas Pacific Group, Carlyle Group и Permira Funds приобрела крупного производителя полупроводниковой продукции Freescale Semiconductor, бывшее подразделение Motorola за 16 млрд долларов, что стало одной из крупнейших сделок в отрасли высоких технологий. В марте 2007 года Blackstone за 1 млрд фунтов купила у Dubai International Capital Tussauds Group, вторую крупнейшую корпорацию в индустрии развлечений после The Walt Disney Company, владеюшую такими активами как музеем восковых фигур Мадам Тюссо, «Лондонским Глазом», тематическими парками «Леголенд» (парки в Англии, Дании, США и Германии), Gardaland в Италии и несколькими парками в Великобритании. В мае 2007 года Blackstone купила одного из крупнейших IT-провайдеров США Alliance Data за 7,8 млрд долларов. Крупнейшей операцией 2007 года стал выкуп сети отелей Hilton Worldwide за 26 млрд долларов.
21 июня 2007 года Blackstone Group разместила на Нью-Йоркской фондовой бирже 12,3 % акций. За 133,3 млн акций, продававшихся по верхней границе ценового коридора — $31 за штуку, Blackstone выручила $4,13 млрд. По итогам размещения, ставшего крупнейшим в США с 2002 года, капитализация компании составила $33,6 млрд. Вскоре после этого Питер Петерсон покинул компанию, умер в 2018 году.
В 2012 году компания начала скупать частные дома в США с целью сдачи их в аренду; в следующие несколько лет было куплено около 50 тыс. домов на одну семью. На основе этих активов была создана дочерняя компания Invitation Homes, в 2019 году она была отделена от Blackstone, к этому времени ей принадлежало 82 500 домов в США. В этот же период Blackstone скупала дома и в других странах, в частности в Испании ей принадлежало в 2019 году 30 тыс. частных домов. В 2016 году был куплен контрольный пакет акций крупнейшего оператора рынка недвижимости Швеции Hembla (продан в 2019 году).
В октябре 2014 года совет директоров Blackstone Group, в целях исключения конфликта интересов, одобрил план выделения из состава группы Blackstone компаний, занимающихся финансовым и стратегическим консалтингом (Blackstone Advisory Partners, The Park Hill Group и др.), которые были объединены с независимой американской консалтинговой фирмой PJT Partners.
В 2018 году была куплена 55-процентная доля в подразделении финансовой аналитики медиахолдинга Thomson Reuters. Это подразделение было преобразовано в компанию Refinitiv, проданную в августе 2019 года London Stock Exchange Group за 27 млрд долларов.
В июне 2021 года компания Blackstone приобрела одного из крупнейших в мире операторов центров обработки данных QTS Realty Trust за рекордную для рынка сумму в $10 млрд.
В августе 2021 года The Blackstone Group Inc. сменила название на Blackstone Inc. Среди крупных сделок 2022 года были приобретения австралийского оператора азартных игр Crown Resorts (6,6 млрд долларов), американского оператора студенческого жилья American Campus Communities (12,8 млрд долларов), американского оператора офисной недвижимости PS Business Parks (7,6 млрд долларов), подразделения климатического оборудования компании Emerson Electric (14 млрд долларов).
В начале 2024 года стало известно, что компания Blackstone за прошедшие 2,5 года вложила миллиарды долларов в развитие инфраструктуры и расширение парка ЦОД приобретённой ею QTS Realty Trust, после чего стоимость активов этой компании с момента её приобретения выросла до $25 млрд, а численность персонала — до 1000 человек.
В сентябре 2024 года компания Blackstone совместно с инвестиционным подразделением пенсионного фонда Canada Pension Plan согласились приобрести у Macquarie Group Ltd. и PSP Investments австралийского оператора дата-центров AirTrunk за AU$24 млрд ($16,1 млрд), который управляет дата-центрами в Австралии, Сингапуре, Гонконге, Японии и Малайзии, и это одна из крупнейших сделок этого года, связанных с цифровой инфраструктурой.

## Руководство
- Стивен Шварцман (Stephen A. Schwarzman) — сооснователь, председатель совета директоров и главный исполнительный директор. Его доход за 2022 год (включая дивиденды от 20-процентной доли акций компании) составил 1,3 млрд долларов[19]. С состоянием 28,5 млрд долларов в 2022 году он занял 37-е в списке самых богатых миллиардеров мира и 24-е место в списке Forbes 400[20].
- Джонатан Грей (Jonathan D. Gray) — президент и главный операционный директор с февраля 2018 года, в компании с 1992 года. Его доход сейчас 2022 год составил 480 млн долларов, доля в компании — 3,5 %[19]. С состоянием 5,3 млрд долларов в 2022 году он занял 363-е в списке самых богатых миллиардеров мира и 171-е место в списке Forbes 400[21]

## Деятельность
Подразделения по состоянию на 2022 год:
- Недвижимость (Real Estate) — инвестиции в недвижимость в США и других странах, включая жилую недвижимость, офисные здания, отели, лаборатории, склады, дата-центры, музеи, парки аттракционов и др.; общая стоимость активов под управлением составила 326,1 млрд долларов, выручка — 4,31 млрд.
- Частные инвестиции (Private Equity) — инвестиции в компании разных отраслей (покупка пакетов акций, долговых обязательств), а также вложение средств в инвестиционные фонды других компаний; активы под управлением 288,9 млрд долларов, выручка — 1,74 млрд.
- Кредит и страхование (Credit & Insurance) — выдача корпоративных кредитов, управление активами страховых компаний; активы под управлением составили 279,9 млрд долларов, выручка — 1,01 млрд.
- Услуги хедж-фондов (Hedge Fund Solutions) — вложение средств в хедж-фонды; активы под управлением составили 79,9 млрд долларов, выручка — 0,40 млрд.

Компания осуществляет управление активами институциональных инвесторов, таких как суверенные, пенсионные и благотворительные фонды, а также крупных частных инвесторов. Из выручки за 2022 год 8,52 млрд долларов плата за услуги управления активами, осуществление транзакций и другие финансовые услуги составила 6,30 млрд, процент от инвестиционного дохода — 1,23 млрд.
Активы под управлением по состоянию на конец 2022 года составляли 974,7 млрд долларов, из них активы, приносящие доход — 718,4 млрд, финансовый резерв — 186,6 млрд, долгосрочные инвестиции — 371,1 млрд.

## Некоторые другие компании сектора
- Kohlberg Kravis Roberts
- Bain Capital
- Texas Pacific Group

## Критика
В опубликованном в 2019 году докладе специального комитета ООН Blackstone Group называли одним из главных виновников мирового жилищного кризиса. Компания скупала жилую недвижимость, после чего на 30—50 % повышала арендную плату, нередко покупалось социальное жильё, которое, после ремонта, переходило в более дорогую категорию, а прежних нанимателей компания вынуждала съехать. Подобная практика применялась в таких странах, как Чехия, Дания, Ирландия, Испания, Швеция и США.